# LGMN
LGMN‏ (Legumain) هوَ بروتين يُشَفر بواسطة جين LGMN في الإنسان.